# Strání
Strání – gmina w Czechach, w historycznej krainie Moraw, w powiecie Uherské Hradiště, w kraju zlińskim. Według danych z dnia 1 stycznia 2012 liczyła 3658 mieszkańców.
Gmina składa się z dwóch części:
- Strání
- Květná